# Garveia grisea
Garveia grisea är en nässeldjursart som först beskrevs av Motz-Kossowska 1905.  Garveia grisea ingår i släktet Garveia och familjen Bougainvilliidae. Inga underarter finns listade i Catalogue of Life.